# 폰삭 송생
폰삭 송생(태국어: พรศักดิ์ ส่องแสง, 1960년 11월 2일~2021년 10월 15일)은 태국의 남자 가수, 배우이다. 태국 콘깬주에서 태어났다. 출생시 이름은 분싸오 프라짠타쎈(태국어: บุญเสาร์ ประจันตะเสน)이다. 2021년 10월 15일 오후 8시 40분, 심부전으로 60세에 사망하였다.

## 음반
- 1986 - "Toey Sao Jan Kang Koab"(เต้ยสาวจันทร์กั้งโกบ)
- 2001 - "Phoo Phae Rak"(ผู้แพ้รัก)
- 2004 - "Mee Miea Dek"(มีเมัยเด็ก)